# Fomitopsis
Fomitopsis é um gênero com mais de 40 espécies de fungos pertencentes à família Fomitopsidaceae . 

## Taxonomia
O gênero foi circunscrito pelo micologista finlandês Petter Karsten em 1881, com Fomitopsis pinicola como a espécie-tipo . A análise molecular indica que a Fomitopsis pertence ao clado antrodia, que contém cerca de 70% dos fungos de podridão marrom. Outros gêneros que se juntam à Fomitopsis no grupo principal de antrodia incluem Amyloporia, Antrodia, Daedalea, Melanoporia, Piptoporus e Rhodonia .  Estudos indicaram que Fomitopsis e Piptoporus eram filogeneticamente heterogêneos, e o tipo desse gênero, Piptoporus betulinus, está no grupo principal da Fomitopsis .  Este fungo, conhecido por seu uso por Ötzi, o Homem do Gelo, foi transferido para a Fomitopsis em 2016.  
Todo o genoma da espécie Fomitopsis palustris foi sequenciado em 2017.
O nome genérico combina o nome Fomes com a palavra grega antiga ὄψις  ("aparência").  

## 30em
1. Aime, L.; Ryvarden, L.; Henkel, T.W. (2007). «Studies in Neotropical polypores 22. Additional new and rare species from Guyana». Synopsis Fungorum. 23: 15–31
2. Li, H.J.; Cui, B.K. (2013). «Fomitopsis subtropics (Polyporales, Basidiomycota), a new species from South China». Mycological Progress. 12: 709–718. doi:10.1007/s11557-012-0882-2
3. Donk, M.A. (1960). «The generic names proposed for Polyporaceae». Persoonia. 1 (2): 173–302
4. Han, M.L.; Cui, B.K. (2014). «Morphology and molecular phylogeny for two new species of Fomitopsis (Basidiomycota) from South China». Mycological Progress. 13 (3): 905–914. doi:10.1007/s11557-014-0976-0
5. Han, Mei-Ling; Cui, Bao-Kai (2015). «Molecular phylogeny and morphology reveal a new species and a new Chinese record of Fomitopsis (Polyporales)». Phytotaxa. 56: 168–176
6. Han, Mei-Ling; Chen, Yuan-Yuan; Shen, Lu-Lu; Song, Jie; Vlasák, Josef; Dai, Yu-Cheng; Cui, Bao-Kai (2016). «Taxonomy and phylogeny of the brown-rot fungi: Fomitopsis and its related genera». Fungal Diversity. 80 (1): 343–373. doi:10.1007/s13225-016-0364-y
7. Hong, C.Y.; Lee, S.Y.; Ryu, S.H.; Kim, M. (2017). «Whole-genome de novo sequencing of wood rot fungus Fomitopsis palustris (ATCC62978) with both a cellulolytic and ligninolytic enzyme system». Journal of Biotechnology. 251: 156–159. PMID 28433724. doi:10.1016/j.jbiotec.2017.04.009
8. Karsten, Petter A. (1881). «Symbolae ad mycologiam Fennicam. VIII». Meddelanden af Societatis pro Fauna et Flora Fennica (em Latin). 6: 7–13
9. Kim, Kyung Mo; Yoon, Yuh-Gang; Jung, Hack Sung (2005). «Evaluation of the monophyly of Fomitopsis using parsimony and MCMC methods». Mycologia. 97 (4): 812–822. JSTOR 3762231. PMID 16457351. doi:10.1080/15572536.2006.11832773
10. Masuka, A.; Ryvarden, L. (1993). «Two new polypores from Malawi». Mycologia Helvetica. 5 (2): 143–148
11. Ortiz-Santana, B.; Lindner, D.L.; Miettinen, O.; Justo, A.; Hibbett, D.S. (2013). «A phylogenetic overview of the antrodia clade (Basidiomycota, Polyporales)». Mycologia. 105: 1391–1411. PMID 23935025. doi:10.3852/13-051
12. Rajchenberg, M. (1995). «New polypores from the Nothofagus forests of Argentina». Mycotaxon. 54: 427–453
13. Stokland, J.; Ryvarden, L. (2008). «Fomitopsis ochracea species nova». Synopsis Fungorum. 25: 44–47
14. «Synonymy: Fomitopsis P. Karst., Meddn Soc. Fauna Flora fenn. 6: 9 (1881)». Species Fungorum. CAB International. Consultado em 2 de janeiro de 2013
15. Zhao, Ji-Ding; Zhang, Xiao-Qing (1991). «中国拟层孔菌属二新种» [Two new species of genus Fomitopsis Karsten in China]. Acta Mycologica Sinica (em Chinese). 10: 113–116
16. Zhou, L.W.; Wei, Y.L. (2012). «Changbai wood-rotting fungi 16. A new species of Fomitopsis (Fomitopsidaceae)». Mycological Progress. 11 (2): 435–441. doi:10.1007/s11557-011-0758-x